# Narmang
Die „Gemeinde Narmang der Monba“ (麻玛门巴族乡,  Mámǎ Ménbāzú Xiāng) ist eine Nationalitätengemeinde im Kreis Cona des Regierungsbezirks Shannan im Autonomen Gebiet Tibet der Volksrepublik China. Die am 1. November 1984 gegründete Nationalitätengemeinde hat eine Fläche von 90,95 km² und 227 Einwohner (Stand: Zensus 2010). Von den 107 Einwohnern, die im Zensus 2000 registriert wurden, waren 101 Angehörige der ethnischen Minderheit der Monba.

## Wirtschaft
Narmang lebt von der Landwirtschaft, vor allem dem Anbau von Hochlandgerste (Qingke), Weizen und Raps. Als Hausvieh werden Yaks, Schafe und Ziegen gehalten. Im Nebenerwerb betreiben die Monba auch noch traditionellen Produktionsweisen, so wird das Schwarze Moschustier zur Gewinnung von Moschus gejagt und der Chinesische Raupenpilz gesammelt.

## Administrative Gliederung
Narmang besteht nur aus einem administrativen Dorf. Dieses ist:
- Dorf Narmang (麻玛村), Zentrum, Sitz der Gemeinderegierung.